# Элдебринк, Фрида
Фрида Элдебринк (швед. Frida Eldebrink; род. 4 января 1988 года, Сёдертелье, Швеция) — шведская баскетболистка, выступающая за команду  «Конак Беледиеспор» на позиции защитника.

## Биография
Фрида Элдебринк  родилась 4 января 1988 года, в городе Эстертелье (Швеция).

## Карьера
Выступала за клубы «Тарб»  (Франция, 2008-2010, «Фриско» (Брно, Чехия, 2010/11), УСК (Прага, Чехия, 2011/2012), «Бурж» (Франция, 2012/2013), «Ривас Экополис» (Испания, 2013/2014), «Бешикташ» (Турция, 2014/15). В сезоне 2015/2016 защищала цвета Динамо (Курск), в составе которого завоевала бронзовые медали российского первенства.
Летом 2016 года Элдебринк подписала годичный контракт с Турецким клубом «Мерсин БШБ».
Зимой 2017 года Фрида подписала соглашение с командой «Конак Беледиеспор».

## ЖНБА
В марте 2016 года клуб ЖНБА «Сан-Антонио Старз» объявил о подписании контракта с Фридой Элдебринк, но баскетболистка получала мало игрового времени, поэтому контракт вскоре был расторгнут.

## Сборная
Лидер сборной Швеции по баскетболу по баскетболу.